# Diethard Urbansky
Diethard Urbansky (* 12. Mai 1958 in Olsberg) ist ein deutscher Koch.

## Werdegang
Nach der Ausbildung von 1976 bis 1979 in Brilon durchlief Urbansky verschiedene Positionen in Hotels in Prien, Oberstdorf und in der Schweiz, bis er 1984 in Düsseldorf im Restaurant „San Francisco“ in einem Sterne-Restaurant  kochte. 1985 folgte das Sterne-Restaurant „Victorian“ von Günter Scherrer in Düsseldorf.
1986 ging er nach München in das Drei-Sterne-Restaurant  Tantris unter Heinz Winkler. Als Küchenchef wechselte er 1988 in den „Hilton Grill“ in München, wo er ab 1991 mit einem Michelin-Stern ausgezeichnet wurde. 1999 bis 2001 war er „Chef de cuisine“ in der „Käferschenke“ in München, gemeinsam mit Fritz Schilling.
2001 wechselte Urbansky als Küchenchef in das Restaurant „Dallmayr“ in München, das sich im Obergeschoss des Delikatessengeschäfts Dallmayr befindet. 2006 wurde Urbansky von Dallmayr mit der Entwicklung eines Konzepts für die Neueröffnung im August desselben Jahres betraut. Zwei Maximen finden sich in seiner Kochkunst:
1. Die Form folgt der Funktion: Konzentration auf das Produkt, seine Beschaffenheit und seinen Duft.
2. Weniger ist mehr: Überflüssiges und Dekoration werden vermieden, bis der Kern eines Gerichtes gefunden ist.[1]

Seine innovative Gourmetküche wurde 2007, ein Jahr später, mit einem Michelin-Stern und seit 2009 mit zwei Michelin-Sternen ausgezeichnet. Ende Mai 2018 verließ Urbansky das Dallmayr aus „privaten Gründen“.
Ab 2021 kochte er zeitweise für die Hofmetzgerei Pförrer in Freising.

## Auszeichnungen
- 1984: Deutschlandgewinner Taittinger Kochwettbewerb
- 1988: Kocholympiade Silbermedaille auf der Internationalen Kochkunstausstellung
- 1989: Hotelrestaurant des Jahres mit „Hilton Grill“ in München
- 1991: Ein Michelin-Stern im „Hilton Grill“ in München
- 2007: Ein Michelin-Stern im „Restaurant Dallmayr“ in München
- Ab 2009: Zwei Michelin-Sterne im „Restaurant Dallmayr“ in München
- 2013: Koch des Jahres im Restaurantführer Gusto